# OK Computer OKNOTOK 1997 2017
OK Computer OKNOTOK 1997 2017 — перевидання альбому OK Computer 1997 року гурту Radiohead. Він вийшов у червні 2017 року до 20 річниці виходу альбому, після того, як у 2016 році компанія XL Recordings придбала попередній каталог Radiohead у EMI.
OKNOTOK містить ремастеринг-версії треків з OK Computer та бі-сайди, а також три пісні, які раніше не видавалися: «I Promise», «Man of War» і «Lift». Спеціальне видання включає художню книгу, нотатки Тома Йорка та касету з демо- та сесійними записами. На відміну від попередніх перевидань Radiohead, які вийшли на EMI без участі Radiohead і не містили нового матеріалу, гурт сам курував матеріал OKNOTOK.
Radiohead рекламував OKNOTOK тизерною кампанією з постерів і відео. На три нові пісні вийшли відеокліпи, а «I Promise» і «Man of War» вийшли як сингли. OKNOTOK дебютував під номером 2 в UK Albums Chart і був бестселером у британських незалежних магазинах звукозапису протягом року. Він досяг 23 місця в американському Billboard 200.

## Зміст
OK Computer OKNOTOK 1997 2017 складається з ремастер-версій альбому Radiohead 1997 року OK Computer та восьми його бі-сайдів, а також трьох раніше не випущених треків: «I Promise», який включає акустичну гітару, барабани в стилі маршового оркестру, і мелотрон; «Man of War», баладу зі струнними, піаніно та електрогітарою; та «Lift», баладу в стилі бритпоп.
Спеціальне видання включає альбом на вінілі, художню книгу в твердій обкладинці, книгу з нотатками, написаними автором пісень Томом Йорком, а також скетчбук з підготовчими творами Йорка та художника обкладинки Стенлі Донвуда. Видання також містить касету з аудіоекспериментами, сесійними записами, демо (включаючи демо для двох раніше не почутих пісень) і ранніми версіями чотирьох пісень, випущених на пізніших альбомах: «The National Anthem», «Motion Picture Soundtrack», «Nude» і «True Love Waits».
Останній трек на касеті, «OK Computer Program», складається з комп'ютерних тонів. Коли його запустити на комп'ютері ZX Spectrum, тони завантажують коротку комп'ютерну програму. Програма перераховує учасників гурту та дату 19 грудня 1996 року, відтворює кілька хвилин електронних тонів і показує текст: «Congratulations….you've found the secret message syd lives hmmmm. We should get out more». OKNOTOK присвячено Рейчел Оуен, колишній дружині Йорка, яка померла від раку за кілька місяців до релізу альбому.

## Промо та реліз
OKNOTOK став першим компіляційним альбомом Radiohead, випущеним після того, як їхній каталог перейшов від EMI до XL Recordings у 2016 році. Попередні збірки не були ремастеровані, не містили нового матеріалу і були випущені без участі Radiohead.
Radiohead анонсували OKNOTOK 2 травня 2017 року. Альбом був анонсований за допомогою постерів у містах по всьому світу, на яких були зашифровані повідомлення, а також тизер-відео з «глітчевою» комп'ютерною графікою та текстами з пісні «Climbing Up the Walls». Radiohead тимчасово відновили свій вебсайт до стану 1997 року.
Видання OKNOTOK для завантаження та CD вийшли 23 червня 2017 року, а бокс-сет видання було надіслано в липні. Radiohead випустили «I Promise» 2 червня та «Man of War» 22 червня як завантаження для тих, хто попередньо замовив OKNOTOK, супроводжуючи їх музичними відео. Кліп «Lift» вийшов 12 вересня.
11 липня Radiohead випустили відео «unboxing», у якому демонстрували вміст спеціального видання. У відео з'являється Чіфтен М'юс, персонаж, створений гуртом, який постійно з'являється у веб-трансляціях та рекламних матеріалах. У грудні 2019 року Radiohead завантажили всі свої альбоми, включаючи OKNOTOK, на YouTube. У січні 2020 року вони додали касету спеціального видання OKNOTOK на свій вебсайт як частину Radiohead Public Library — онлайн-архіву їхньої творчості.

## Продажі
OKNOTOK дебютував на другому місці в UK Albums Chart, завдяки своєму третьому хедлайнерському виступу на фестивалі Ґластонбері. Альбом став найбільш продаваним в британських незалежних музичних магазинах в період між квітнем 2017 та квітнем 2018 року. У США було продано 13 000 копій у перший тиждень, досягнувши 36-го місця у Billboard 200. Після випуску вінілового та бокс-сет видання OKNOTOK повернувся до чарту на 23-е місце, розійшовшись тиражем ще 17 000 копій (включаючи 8 000 на вінілових платівках та 7 000 на CD). 19 жовтня 2018 року альбом отримав золотий статус від BPI за продажі понад 100 000 копій.

## Критична оцінка
На сайті-агрегаторі рецензій Metacritic OKNOTOK отримав 100 балів із 100 на основі 15 рецензій, що вказує на «універсальне визнання». Оцінки зосереджувались на раніше не випущеному матеріалі. The Observer написали, що перевидання з його «відмінними» невиданими піснями доводить, що Radiohead — це «найкращий рок-гурт у світі, який розширює межі того, що вони, або хтось інший, може досягти». Pitchfork зазначили, що найкраща частина альбому — це «слухати, як втрачені матеріали впливають на оригінальний альбом». PopMatters вибрали «Man of War» як найкращу з нових пісень. Деякі критики вважали, що «Lift» не має енергії в порівнянні з живими бутлеґами з того періоду.
Критик Record Collector Джеймі Аткінс похвалив спеціальне видання, зокрема версію «Motion Picture Soundtrack», написавши: «Для моїх вух це одна з найкращих виконаних композицій у кар'єрі [Йорка]. Він починає звучати повністю пораненим, поки — ніби насолоджуючись тими місцями, куди може привести його голос — пісня не перетворюється на щось справді зухвале.»

## Трек-лист
Автор музики і слів Том Йорк, Джонні Ґрінвуд, Філіп Селвей, Ед О'Браєн та Колін Ґрінвуд. 
| #     | Назва                         | Тривалість |
| ----- | ----------------------------- | ---------- |
| 1.    | «Airbag»                      | 4:44       |
| 2.    | «Paranoid Android»            | 6:23       |
| 3.    | «Subterranean Homesick Alien» | 4:27       |
| 4.    | «Exit Music (For a Film)»     | 4:24       |
| 5.    | «Let Down»                    | 4:59       |
| 6.    | «Karma Police»                | 4:21       |
| 7.    | «Fitter Happier»              | 1:57       |
| 8.    | «Electioneering»              | 3:50       |
| 9.    | «Climbing Up the Walls»       | 4:45       |
| 10.   | «No Surprises»                | 3:48       |
| 11.   | «Lucky»                       | 4:19       |
| 12.   | «The Tourist»                 | 5:24       |
| 53:21 |                               |            |

| Бонус-диск | Бонус-диск                   | Бонус-диск               | Бонус-диск |
| #          | Назва                        | Походження               | Тривалість |
| ---------- | ---------------------------- | ------------------------ | ---------- |
| 1.         | «I Promise»                  | Раніше не видавався      | 3:59       |
| 2.         | «Man of War»                 | Раніше не видавався      | 4:29       |
| 3.         | «Lift»                       | Раніше не видавався      | 4:06       |
| 4.         | «Lull»                       | "Karma Police" сингл     | 2:25       |
| 5.         | «Meeting in the Aisle»       | "Karma Police" сингл     | 3:07       |
| 6.         | «Melatonin»                  | "Paranoid Android" сингл | 2:08       |
| 7.         | «A Reminder»                 | "Paranoid Android" сингл | 3:52       |
| 8.         | «Polyethylene (Parts 1 & 2)» | "Paranoid Android" сингл | 4:22       |
| 9.         | «Pearly*»                    | "Paranoid Android" сингл | 3:38       |
| 10.        | «Palo Alto»                  | "No Surprises" сингл     | 3:51       |
| 11.        | «How I Made My Millions»     | "No Surprises" сингл     | 3:07       |
| 38:18      |                              |                          |            |

| Бонус-касета - Сторона A | Бонус-касета - Сторона A                                                 | Бонус-касета - Сторона A |
| #                        | Назва                                                                    | Тривалість               |
| ------------------------ | ------------------------------------------------------------------------ | ------------------------ |
| 1.                       | «Zx Spectrum Symphony»                                                   | 1:18                     |
| 2.                       | «A.M.S. Hello»                                                           | 0:19                     |
| 3.                       | «True Love Tape Loop»                                                    | 4:59                     |
| 4.                       | «Let Down» (Thom 4track)                                                 | 2:59                     |
| 5.                       | «I May be Paranoid but Not an Android..»                                 | 0:16                     |
| 6.                       | «Attention» (Thom 4track)                                                | 2:42                     |
| 7.                       | «Noise Sketch by Nigel»                                                  | 1:15                     |
| 8.                       | «Climbing Up the Walls» (Abbey Road Strings)                             | 1:15                     |
| 9.                       | «Someone Help This Guy..»                                                | 0:30                     |
| 10.                      | «Motion Picture Soundtrack» (Solo Piano)                                 | 5:13                     |
| 11.                      | «Was That Recording?»                                                    | 0:15                     |
| 12.                      | «The Jumbled Words of Climbing Up the Walls Read by Little Dan Clements» | 1:21                     |
| 13.                      | «Lull» (Ed Guitar Infinite Reverb)                                       | 1:31                     |
| 14.                      | «Airbag Drums Through Moog»                                              | 1:07                     |
| 15.                      | «Karma Police in Space Echo»                                             | 1:56                     |
| 16.                      | «Karma Police Voice Through Telephone» (Talking)                         | 0:34                     |
| 17.                      | «Piano Sketch by Jonny»                                                  | 0:40                     |
| 18.                      | «Big Bird Story by Stanley Donwood»                                      | 2:04                     |
| 19.                      | «No Surprises» (First Idea From a Soundcheck Somewhere)                  | 2:58                     |
| 20.                      | «Radio Chaser Noise»                                                     | 0:24                     |
| 21.                      | «Fridge Buzz»                                                            | 0:11                     |
| 22.                      | «True Love Space Loop» (Talking)                                         | 1:29                     |
| 23.                      | «Are You Someone?»                                                       | 3:35                     |
| 38:50                    |                                                                          |                          |

| Бонус-касета - Сторона B | Бонус-касета - Сторона B                                  | Бонус-касета - Сторона B |
| #                        | Назва                                                     | Тривалість               |
| ------------------------ | --------------------------------------------------------- | ------------------------ |
| 1.                       | «Nigel A.M.S Delay»                                       | 0:54                     |
| 2.                       | «Jonny's Radio from Climbing Up the Walls»                | 1:15                     |
| 3.                       | «Climbing Up the Walls» (Thom 4track)                     | 3:58                     |
| 4.                       | «A Piano Lies Down in the Middle of the Road»             | 2:36                     |
| 5.                       | «Transposing Noise Sketch by Nigel»                       | 2:07                     |
| 6.                       | «Early Paranoid Android Version Jonny & Thom»             | 1:22                     |
| 7.                       | «Alternative Paranoid Android Ending» (Live in Pittsburg) | 2:21                     |
| 8.                       | «Airbag Early Acoustic Version» (Talking)                 | 4:38                     |
| 9.                       | «Paranoid Android Loud Room at St Catherine's»            | 0:56                     |
| 10.                      | «Nigel A.M.S. Paranoid Guitar Sample»                     | 1:44                     |
| 11.                      | «Nude Early Band Version»                                 | 5:31                     |
| 12.                      | «The National Anthem» (Thom 4track)                       | 3:19                     |
| 13.                      | «Ambient Loops»                                           | 0:45                     |
| 14.                      | «Man of War» (Live in Montpellier)                        | 4:28                     |
| 15.                      | «Nigel A.M.S. Again»                                      | 0:37                     |
| 16.                      | «Thom's Acoustic as Microphone in Climbing Up the Walls»  | 2:23                     |
| 17.                      | «Ok Computer Program»                                     | 1:57                     |
| 40:52                    |                                                           |                          |

## Учасники запису
- Найджел Ґодріч — інженер запису, продюсування
- Radiohead — інженери запису, музика, аранжування струнних
  - Том Йорк
  - Джонні Ґрінвуд
  - Філіп Селвей
  - Ед О'Браєн
  - Колін Ґрінвуд
- Нік Інгман — диригент струнних
- Жерар Наварро — асистент студії
- Джон Бейлі — асистент студії
- Кріс Скард — асистент студії
- Королівський філармонічний оркестр — струнні на «Man of War»
  - Роберт Зіглер — диригент
  - Сем Петтс Девіс — інженер
  - Фіона Круікшенк — інженер
- Боб Людвіг — ремастерінг
- Стенлі Донвуд — зображення
- The White Chocolate Farm — зображення

## Чарти
| Чарт (2017)                                          | Пікова позиція |
| ---------------------------------------------------- | -------------- |
| Австралія Australian Albums (ARIA)                   | 6              |
| Бельгія Belgian Albums (Ultratop Flanders)           | 10             |
| Бельгія Belgian Albums (Ultratop Wallonia)           | 6              |
| Канада Canadian Albums (Billboard)                   | 10             |
| Нідерланди Dutch Albums (MegaCharts)                 | 5              |
| Фінляндія Finnish Albums (Suomen virallinen lista)   | 12             |
| Німеччина German Albums (Offizielle Top 100)         | 13             |
| Італія Italian Albums (FIMI)                         | 11             |
| Японія Japanese Albums (Oricon)                      | 8              |
| Нова Зеландія New Zealand Albums (Recorded Music NZ) | 7              |
| Норвегія Norwegian Albums (VG-lista)                 | 20             |
| Польща Polish Albums (ZPAV)                          | 18             |
| Португалія Portuguese Albums (AFP)                   | 6              |
| Шотландія Scottish Albums (OCC)                      | 1              |
| Spanish Albums (PROMUSICAE)                          | 11             |
| Швейцарія Swiss Albums (Schweizer Hitparade)         | 16             |
| Велика Британія UK Albums (OCC)                      | 2              |
| США Billboard 200                                    | 23             |
| США Top Alternative Albums (Billboard)               | 3              |
| США Top Rock Albums (Billboard)                      | 3              |

| Чарт (2017)                        | Позиція |
| ---------------------------------- | ------- |
| Belgian Albums (Ultratop Flanders) | 140     |
| US Top Rock Albums (Billboard)     | 94      |